# N,N-dimethylaniline
N,N-dimethylaniline (DMA), soms dimethylaminobenzeen, maar meestal kortweg dimethylaniline genoemd, is een toxische organische verbinding met als brutoformule C8H11N. De stof komt voor als een gele olieachtige vloeistof, die zeer slecht oplosbaar is in water. De vloeistof wordt bruin bij blootstelling aan lucht. De aanduiding N,N- geeft aan dat de twee methylgroepen aan het stikstofatoom van de aminefunctie zijn gebonden en niet, zoals bij xylidine, aan de benzeenring.

## Synthese
N,N-dimethylaniline werd voor het eerst bereid door August Wilhelm von Hofmann in 1850. Dat gebeurde door aniline te verhitten met joodmethaan:
{\displaystyle {\ce {C6H5NH2 + 2CH3I -> C6H5N(CH3)2 + 2HI}}}
DMA wordt tegenwoordig industrieel bereid door alkylering van aniline met methanol, in aanwezigheid van een zure katalysator:
{\displaystyle {\ce {C6H5NH2 + 2CH3OH -> C6H5N(CH3)2 + 2H2O}}}
Als methyleringsreagens kan in plaats van methanol ook dimethylether gebruikt worden.

## Reactiviteit
N,N-dimethylaniline ondergaat een aantal typische reacties voor aniline. Het is een zwakke base en reactief tegenover elektrofielen. Zo kan het bijvoorbeeld genitreerd worden tot tetryl. De aminefunctie kan reageren met methyleringsreagentia, om zo het overeenkomstige quaternair ammoniumzout te vormen.

## Toepassingen
N,N-dimethylaniline dient als precursor voor de synthese van bepaalde kleurstoffen, waaronder malachietgroen en methylviolet. Het wordt ook, zoals N,N-dimethyl-p-toluïdine, gebruikt als polymerisatie-katalysator bij de bereiding van polyesters en vinylester-harsen. N,N-dimethylaniline is ook een uitgangsstof voor de productie van tetryl, een hoog-explosief.

## Toxicologie en veiligheid
N,N-dimethylaniline ontleedt bij verhitting, met vorming van zeer giftige dampen (aniline en stikstofoxiden). Het reageert (hevig) met oxiderende stoffen, sterke zuren, zuurhalogeniden, zuuranhydriden, chloorformiaten en halogeenverbindingen, waardoor brand kan ontstaan.
De stof kan effecten hebben op het bloed, met als gevolg de vorming van methemoglobine. Blootstelling ver boven de toegestane grenzen kan het bewustzijn verminderen. Bij inhalatie van de dampen of inslikken van de vloeistof kan longoedeem optreden.